# II Szczep Drużyn Harcerskich i Zuchowych im. Jana Rodowicza „Anody” w Poznaniu
II Szczep Drużyn Harcerskich i Zuchowych im. Jana Rodowicza „Anody” w Poznaniu – poznański szczep drużyn harcerskich ze Szkoły Podstawowej nr 84 im. Tadeusza Kościuszki, Gimnazjum nr 43 im. Poznańskiego Towarzystwa Przyjaciół Nauk oraz Szkoły Podstawowej nr 21 im. Filipiny Płaskowickiej. Należy do Hufca Poznań-Wilda.

## Działalność
Członkowie szczepu w latach 2007–2011 współtworzyli widowisko Wigilie Polskie, wystawiane (do 2011 roku) w Teatrze Wielkim w Poznaniu, którego pomysłodawczynią i autorką była Barbara Wachowicz.
II SzDHiZ, od 2010 roku, jest jednym ze współorganizatorów Harcerskiej Służby Lednica ZHP, której zadaniem jest pełnienie służby porządkowej, drogowej, liturgiczno-reprezentacyjnej oraz medycznej w trakcie Ogólnopolskiego Spotkania Młodych Lednica 2000.

## Komendanci szczepu
- phm. Marlena Grzęda HR (2008-2012)
- phm. Sławomira Grzęda HR (2012-2013)
- phm. Karolina Wandel HR (od 20.06.2013)

## Drużyny szczepu
- 6 Wildecka Gromada Zuchowa „Iskierki”
- 74 Poznańska Drużyna Harcerska „Eskapada” im. Janusza Korczaka
- 74 Poznańska Drużyna Harcerzy starszych „Hardo” im. Ireny Bobowskiej „Nenii”
- 74 Poznańska Drużyna Wędrownicza „Lewe Skrzydło” im. Dywizjonu 303